# ATP Challenger Tour Finals 2011
L'ATP Challenger Tour Finals 2011 è stato un torneo professionistico di tennis maschile giocato sul cemento indoor del Ginásio do Ibirapuera. È stata la 1ª edizione del torneo, facente parte dell'ATP Challenger Tour nell'ambito dell'ATP Challenger Tour 2011. Si è giocato a San Paolo in Brasile dal 16 al 20 novembre 2011.

## Qualificazione
| Legenda          |
| ---------------- |
| Qualificati      |
| Wild Card        |
| Non partecipanti |

| ATP Year-To-Date Challenger Rankings 2011                                                                                          | ATP Year-To-Date Challenger Rankings 2011 | ATP Year-To-Date Challenger Rankings 2011 | ATP Year-To-Date Challenger Rankings 2011 | ATP Year-To-Date Challenger Rankings 2011 | ATP Ranking2 |
| #1 | Testa di serie2                           | Giocatore                                 | Punti                                     | Tornei                                    | ATP Ranking2 |
| --- | ----------------------------------------- | ----------------------------------------- | ----------------------------------------- | ----------------------------------------- | ------------ |
| 1 | 2                                         | Rui Machado                               | 511                                       | 14                                        | 73           |
| 2 |                                           | Éric Prodon                               | 481                                       | 23                                        |              |
| 3 | 3                                         | Martin Kližan                             | 415                                       | 17                                        | 90           |
| 4 |                                           | Lukáš Rosol                               | 399                                       | 13                                        |              |
| 5 | 6                                         | Andreas Beck                              | 398                                       | 21                                        | 105          |
| 6 | 7                                         | Matthias Bachinger                        | 391                                       | 13                                        | 109          |
| 7 |                                           | Denis Istomin                             | 385                                       | 4                                         |              |
| 8 |                                           | Adrian Ungur                              | 385                                       | 20                                        |              |
| 9 | 4                                         | Dudi Sela                                 | 380                                       | 8                                         | 95           |
| 10 |                                           | Stéphane Robert                           | 380                                       | 19                                        |              |
| 11 | 8                                         | Bobby Reynolds                            | 376                                       | 13                                        | 121          |
| 12 | 5                                         | Cedrik-Marcel Stebe                       | 361                                       | 13                                        | 103          |
| WC | 1                                         | Thomaz Bellucci                           | 0                                         | 0                                         | 37           |
| 1 ATP Year-To-Date Challenger Rankings al 24 ottobre 2011. 2 Teste di serie basate sull'ATP Singles Rankings del 14 novembre 2011. |                                           |                                           |                                           |                                           |              |
| Legenda |                                           |                                           |                                           |                                           |              |
| Qualificati |                                           |                                           |                                           |                                           |              |
| Wildcard |                                           |                                           |                                           |                                           |              |
| Non partecipanti |                                           |                                           |                                           |                                           |              |

## Testa a testa
|   |                     | Machado | Kližan | Beck | Bachinger | Sela | Reynolds | Stebe | Bellucci | Totale |
| 1 | Rui Machado         |         | 1–1    | 0–0  | 0–0       | 0–0  | 0–0      | 0–0   | 0–1      | 1–2    |
| 2 | Martin Kližan       | 1–1     |        | 0–0  | 0–0       | 0–0  | 0–0      | 0–0   | 0–0      | 1–1    |
| 3 | Andreas Beck        | 0–0     | 0–0    |      | 0–1       | 0–1  | 0–0      | 0–0   | 0–2      | 0–4    |
| 4 | Matthias Bachinger  | 0–0     | 0–0    | 1–0  |           | 0–0  | 1–0      | 0–0   | 0–0      | 2–0    |
| 5 | Dudi Sela           | 0–0     | 0–0    | 1–0  | 0–0       |      | 3–2      | 0–0   | 1–0      | 5–2    |
| 6 | Bobby Reynolds      | 0–0     | 0–0    | 0–0  | 0–1       | 2–3  |          | 0–0   | 0–0      | 2–4    |
| 7 | Cedrik-Marcel Stebe | 0–0     | 0–0    | 0–0  | 0–0       | 0–0  | 0–0      |       | 0–0      | 0–0    |
| 8 | Thomaz Bellucci     | 1–0     | 0–0    | 2–0  | 0–0       | 0–1  | 0–0      | 0–0   |          | 3–1    |

## Calendario

### Giorno 1: 16 novembre 2011
| Incontri      | Incontri            | Incontri                | Incontri         |
| Gruppo        | Vincitore           | Perdente                | Punteggio        |
| ------------- | ------------------- | ----------------------- | ---------------- |
| Gruppo Giallo | Dudi Sela [4]       | Cedrik-Marcel Stebe [5] | 6–4, 7–6(3)      |
| Gruppo Giallo | Rui Machado [2]     | Matthias Bachinger [7]  | 3–6, 7–6(4), 6–4 |
| Gruppo Verde  | Andreas Beck [6]    | Martin Kližan [3]       | 6–3, 6–1         |
| Gruppo Verde  | Thomaz Bellucci [1] | Bobby Reynolds [8]      | 6–3, 6–3         |

### Giorno 2: 17 novembre 2011
| Incontri      | Incontri                | Incontri               | Incontri      |
| Gruppo        | Vincitore               | Perdente               | Punteggio     |
| ------------- | ----------------------- | ---------------------- | ------------- |
| Gruppo Giallo | Cedrik-Marcel Stebe [5] | Matthias Bachinger [7] | 6–4, 2–6, 6–4 |
| Gruppo Giallo | Rui Machado [2]         | Dudi Sela [4]          | 6–2, 6–2      |
| Gruppo Verde  | Bobby Reynolds [8]      | Martin Kližan [3]      | 6–2, 3–6, 6–1 |
| Gruppo Verde  | Andreas Beck [6]        | Thomaz Bellucci [1]    | 6–4, 4–6, 6–4 |

### Giorno 3: 18 novembre 2011
| Incontri      | Incontri                | Incontri               | Incontri         |
| Gruppo        | Vincitore               | Perdente               | Punteggio        |
| ------------- | ----------------------- | ---------------------- | ---------------- |
| Gruppo Giallo | Dudi Sela [4]           | Matthias Bachinger [7] | 6–2, 6–2         |
| Gruppo Giallo | Cedrik-Marcel Stebe [5] | Rui Machado [2]        | 7–5, 6–0         |
| Gruppo Verde  | Thomaz Bellucci [1]     | Martin Kližan [3]      | 3–6, 6–4, 7–6(7) |
| Gruppo Verde  | Andreas Beck [6]        | Bobby Reynolds [8]     | 6–3, 7–5         |

### Giorno 4: 19 novembre 2011
| Incontri   | Incontri                | Incontri            | Incontri            |
| Gruppo     | Vincitore               | Perdente            | Punteggio           |
| ---------- | ----------------------- | ------------------- | ------------------- |
| Semifinali | Dudi Sela [4]           | Thomaz Bellucci [1] | 6–4, 6–4            |
| Semifinali | Cedrik-Marcel Stebe [5] | Andreas Beck [6]    | 5–7, 7–6(3), 7–6(4) |

### Giorno 5: 20 novembre 2011
| Incontri | Incontri                | Incontri      | Incontri  |
| Gruppo   | Vincitore               | Perdente      | Punteggio |
| -------- | ----------------------- | ------------- | --------- |
| Finale   | Cedrik-Marcel Stebe [5] | Dudi Sela [4] | 6–2, 6–4  |

## Punti e montepremi
Il totale del montepremi ammontava a 220 000 dollari.
| Turno                       | Montepremi | Punti |
| --------------------------- | ---------- | ----- |
| Campione senza sconfitte    | $91 200    | 125   |
| Vincitore                   | $45 000    | 50    |
| Semifinali                  | $21 000    | 30    |
| Vittoria di un match nel RR | $6 300     | 15    |
| Partecipazione              | $6 300     | –     |
| Riserva                     | $3 500     | –     |

## Campione
Cedrik-Marcel Stebe def.  Dudi Sela, 6–2, 6–4